# Häxprocessen på Vegeholm

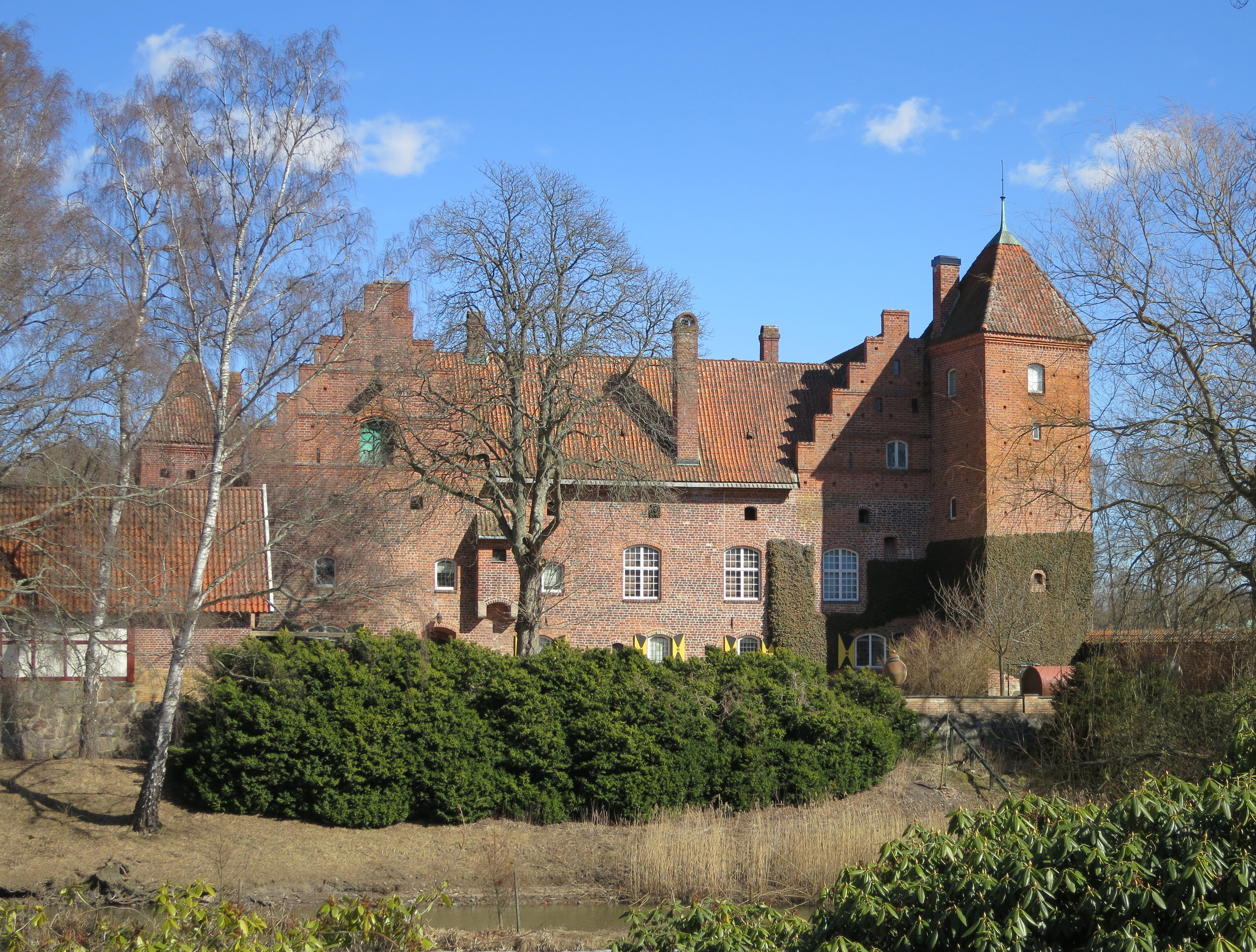
Vegeholms slott 2013

Häxprocessen på Vegeholm var en häxprocess som ägde rum på Vegeholms slott i det då danska Skåne 1653–1654. Häxprocessen handlade om en fejd mellan godsägaren Iver Mogensen Krabbe (död 1662) och mjölnarparet Jörgen Jörgensen Möller och Kerstin Knudsdatter, som dömdes för att ha försökt utöva svart magi under en konflikt om parets kvarn.

## Bakgrund
Jörgen Möller och Kerstin Knudsdatter (ibland kallad Kerstin Möllers, ibland Kerstin Jörgens) tillhörde de mest välbärgade bönderna i trakten kring Vegeholms slott, och stod som ägare till en kvarn, där kallad mölla. Kerstin hade tidigare varit kammarpiga åt Edela Krabbe, gift med ägaren till Vegeholms slott. Vegeholms ägare Iver Krabbe försökte likt många skånska godsägare tvinga traktens bönder att mot avgift använda godsets krossverk, och motarbetade därför andra kvarnar. Krabbe lät därför sabotera kvarnen genom att riva luckan vid kvarndammen. Paret Möller stod också i konflikt med Krabbes kusk Olle, kallad Olle Kusk, som de ansåg ha påverkat Krabbe till att behandla dem illa.

## Brott
Jörgen och Kerstin anlitade efter nyår 1653 Inger Pedersdatter Amme för att utöva svartkonst mot Krabbe, hans maka Edela (d. 1655) och hans kusk, Olle, och utövade även själv sådan. Amme och Kerstin tillverkade ett "vaxbarn" (vaxdocka) föreställande en man, som Kerstin begravde i Vegeholms trädgård och Amme sedan grävde upp i vittnens närvaro, döpte det genom att gömma det i skynket med ett verkligt spädbarn, som döptes vid samma tid, och antända det sedan för att döda personen det föreställde. De sade senare inför rätten att dockan föreställde Olle Kusk, men eftersom dockan grävdes ned vid grinden där paret Krabbe ofta passerade, utgick rätten istället ifrån att den föreställde Edela Krabbe. Kerstin hade med hjälp av "löskekvinnan" Birgitta från Båstad i augusti 1653 gjort en hönssoppa, som hon fört till Edela Krabbe på Vegeholm. Amme gjorde i september ordning ett magiskt knyte som hon gömde i dörrkarmen till Krabbes makas sovrum på Vegeholm. Edela Krabbe hade efter detta blivit sjuk och sängliggande.
Amme kontaktade i september paret Möllers uppdrag en grupp kältringar (lösdrivare), bland dem Maren Storpe, som på tips av Birgitta från Båstad hade kommit till bygden med en del andra kältringar för att tjäna pengar på konflikten mellan Möller och Krabbe. Storpe kontaktade paret Möller och erbjöd sig att hjälpa dem i deras konflikt med Krabbe med magiska tjänster. Storpe hade tidigare utfört trollkonster mot betalning på Själland. Paret Möller försåg Storpe med material för att göra en "långhalmsdjävul" föreställande Olle Kusk, och anlitade henne för att utföra förbannelser mot Krabbe och Olle Kusk. På hennes anvisning grävde Jörgen ned tretton tenn-stycken kring kvarnen, för att sedan rituellt gräva upp dem igen. Kerstin Möller genomgick en rituell fasta för att förbanna Olle Kusk och Krabbe. I oktober stämde Iver Krabbe Jörgen Möller av okända skäl.

## Häxprocessen
Edela Krabbe kastade under sin sjukdom upp en "vaxkula", som efter undersökning av läkare i Köpenhamn ansåga vara ett magiskt objekt snarare än en kroppsprodukt. Därmed bedömdes Edela Krabbes sjukdom vara orsakad av trolldom. I december gick många rykten om att Möllers, Amme och Storpe utövade trolldom mot Krabbe, orsakade av bland annat kältingarnas vistelse i bygden, deras spenderande och utpressning av Möllers. Maren Storpe lämnade bygden, och det noterades att Jörgen Möller lät skicka bort en del av sina ägodelar. Samma månad stämde Iver Krabbe dem alla för trolldom. Maren Storpe anhölls i Sölvesborg och fördes till Vegeholms slott, dit sedan även de övriga kallades, förhördes och sattes i förvar.
Inger Amme samarbetade med myndigheterna, förklarade att hon inte kunde trolla, men att hon hade utfört konster mot betalning på uppdrag av Kerstin; att hon hade lagt ett magiskt knyte i dörrposten till sovrummet på Vegeholm, och att hon hade tillverkat en vaxdocka. Jörgen vittnade om att Kerstin hade bedrivit trollkonster för att döda Krabbe och kusken, och erkände att han själv hade följt Maren Storpes anvisningar för att förbanna Krabbe och Kusk. Det tycks som om de tre kom överens om att Kerstin skulle ta på sig det mesta, eftersom hon bedömdes ha störst utsikter till att få en mild dom. Kerstin erkände att hon hade anlitat Amme och Storpe för att utföra trollkonster åt henne. I dörrkarmen till Krabbes makas sovrum fann man efter undersökning magiska objekt i form av en bit tyg svept om nålar, naglar, hår, jord och fjäder.

## Domar
Vid häradstinget dömdes Inger Amme till bränning på bål, Kerstin Möllers till halshuggning och Jörgen Möllers till landsförvisning. Vad som hände med Maren Storpe är okänt. Eftersom en fällande dom för häxeri sedan 1576 alltid måste föras fram till högre instans innan den verkställdes, fördes målet inför landstinget. På landstinget i Landskrona i april dömdes Inger Amme till bålet för att hon hade förmedlat yrkeshäxor till paret Möller och själv utfört trollkonster för dem mot betalning, medan paret Möller dömdes till landsförvisning för att ha anlitat henne. Krabbe överkladade domen och förde saken inför herredagen i Odense. Den 5 juli 1654 föll den slutliga domen vid herredagen. Kerstin Knudsdatter dömdes till avrättning genom halshuggning, och Jörgen till livstids straffarbete på Bremerholm. Inger Ammes straff omvandlades till förvisning från Danmark-Norge, eftersom hon inte kunde dömas för trolldom utifrån direktiven i häxlagen. Straffen verkställdes sommaren 1654.